# Elena Gaskell
Elena Gaskell (Vernon, 17 september 2001) is een Canadese freestyleskiester, gespecialiseerd op de onderdelen big air en slopestyle.

## Carrière
Bij haar wereldbekerdebuut, in februari 2017 in Quebec, scoorde Gaskell direct wereldbekerpunten. In november 2017 behaalde de Canadese in Stubai haar eerste toptienklassering in een wereldbekerwedstrijd. Op 7 september 2018 boekte ze in Cardrona haar eerste wereldbekerzege. Op de wereldkampioenschappen freestyleskiën 2019 in Park City eindigde Gaskell als vijftiende op het onderdeel big air. In het seizoen 2018/2019 won de Canadese de wereldbeker big air.

## Resultaten

### Wereldkampioenschappen
| Jaar | Plaats    | Resultaten  |
| ---- | --------- | ----------- |
| 2019 | Park City | 15e Big air |

### Wereldbeker
Eindklasseringen
| Seizoen   | Algm | BA   | SS  |
| --------- | ---- | ---- | --- |
| 2016/2017 | 170e | –    | 43e |
| 2017/2018 | 54e  | 10e  | 8e  |
| 2018/2019 | 19e  | Goud | 29e |
| 2019/2020 | 60e  | 14e  | 8e  |

Wereldbekerzeges
| Datum            | Plaats   | Onderdeel |
| ---------------- | -------- | --------- |
| 7 september 2018 | Cardrona | Big air   |